# Vlag van Heel en Panheel

gemeentevlag van Heel en Panheel
(1983-1991)

De vlag van Heel en Panheel is op 7 maart 1983 bij raadsbesluit vastgesteld als gemeentelijke vlag van de voormalige Limburgse gemeente Heel en Panheel. De vlag was een ontwerp van J.F. van Heijningen en kan als volgt worden beschreven:
geel met een paars kruis, waarvan de dikte der armen gelijk is aan 1/5 van de hoogte van de vlag en een paarse vierhoekige schans met bastions in contourlijnen, waarvan de dikte gelijk is aan 3/100 van de hoogte van de vlag, terwijl de schans zelf een hoogte heeft gelijk aan ¾ van de hoogte van de vlag.
Het kruis verwijst naar Sint-Helena, vindster van het Kruis van Christus en een mogelijke verklaring van de naam Heel (als verkorting van de naam Helena). Zij was op het gemeentewapen afgebeeld. Een vierkant rond het hart van een kruis is het symbool voor Sint-Lambert, schildhouder van het gemeentewapen. De schans sloeg op een andere, waarschijnlijk juiste, verklaring van de naam Heel: verdedigingsmuur. Paars stond voor heide en verwees naar een derde mogelijke verklaring van de naam Heel: Heidedal. Geel stond geel via zand voor Panheel ("zandvlakte of -holte bij Heel").
Op 1 januari 1991 ging de gemeente samen met Beegden en Wessem op in de nieuw gevormde gemeente Heel, waardoor de vlag als gemeentevlag kwam te vervallen. In 2007 ging Heel samen met Maasbracht en Thorn op in de fusiegemeente Maasgouw.

## Verwante afbeelding

Wapen van Heel en Panheel

Ambt Montfort 
· Amby 
· Arcen en Velden 
· Baexem 
· Beegden 
· Belfeld 
· Bemelen 
· Berg en Terblijt 
· Bocholtz 
· Born 
· Broekhuizen 
· Cadier en Keer 
· Echt 
· Eijsden 
· Elsloo 
· Eygelshoven 
· Geleen 
· Grathem 
· Grubbenvorst 
· Haelen 
· Heel 
· Heel en Panheel 
· Heer 
· Helden 
· Herten
· Heythuysen 
· Hoensbroek 
· Horn 
· Horst 
· Hulsberg 
· Hunsel 
· Kessel 
· Klimmen 
· Limbricht 
· Linne 
· Maasbracht 
· Maasbree 
· Margraten 
· Meerlo-Wanssum 
· Meijel 
· Melick en Herkenbosch 
· Montfort 
· Munstergeleen 
· Neer 
· Nieuwenhagen 
· Nieuwstadt 
· Nuth 
· Ohé en Laak 
· Onderbanken 
· Ottersum 
· Posterholt 
· Roggel 
· Roggel en Neer 
· Schaesberg 
· Schinnen 
· Sevenum 
· Sint Odiliënberg 
· Sittard 
· Stevensweert 
· Stramproy 
· Susteren 
· Swalmen 
· Tegelen 
· Thorn 
· Ubach over Worms 
· Ulestraten 
· Urmond 
· Valkenburg-Houthem 
· Vlodrop 
· Wessem 
· Wittem